# Johann Georg von Königsfeld

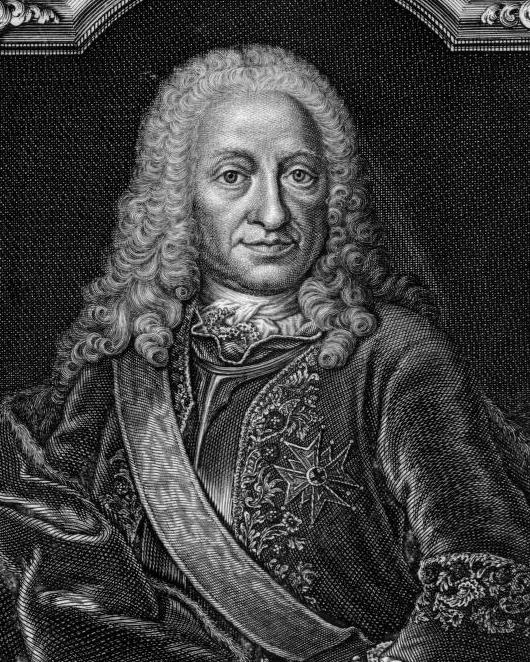
Johann Georg II. von Königsfeld,
Kupferstich von Christoph Heinrich Müller nach einem Gemälde von Franz Lippold

Johann Georg II. Reichsgraf von Königsfeld (* 1. November 1679 in Zaitzkofen; gebürtig Johann Georg Joseph Anton Maria von Königsfeld; † 16. November 1750 in München) war bayerischer Konferenzminister und unter Kaiser Karl VII. Reichsvizekanzler des Heiligen Römischen Reiches.

## Leben
Er entstammte dem Geschlecht der Königsfeld, das im 18. Jahrhundert zu den vornehmsten Adelsfamilien Altbayerns zählte. Sein Großvater Johann Georg I. war am 14. September 1685 von Kaiser Leopold I. in den Reichsgrafenstand erhoben worden. 1659 erwarb dieser das Gut Alteglofsheim und überließ es kraft Fidei-Kommiss-Testaments 1694 seinem Enkel.
Johann Georg II., dessen Vater Kämmerer des bayerischen Kurfürsten war, besuchte das Regensburger Jesuitengymnasium und studierte seit 1697 ohne Abschluss in Salzburg Jura. 1715 wurde er kurbayerischer Gesandter. Von 1717 bis 1732 war er bayerischer Gesandter auf dem immerwährenden Reichstag zu Regensburg. 1729 verweigerte er als Bevollmächtigter Bayerns auf dem Kongress zu Soissons die Zustimmung zu den Garantien der Pragmatischen Sanktion. Im selben Jahr wurde er zum Großkomtur des Sankt-Georgi-Ritterordens gewählt. 1730 hielt er sich mit seiner zweiten Gemahlin, einer Gräfin Preysing, und den sechs Kindern, die von dreizehn am Leben geblieben waren, in Paris im Palais von Madame La Maréchal de Beaufleur auf.
Er wurde mit wichtigen diplomatischen Missionen betraut, konnte sich aber gegenüber den alten Ministern nicht durchsetzen. Da man ihm Sympathien für Österreich und den Kaiser nachsagte, war er ab 1732 suspendiert. 1735 wurde er Vice-Statthalter von Amberg, vier Jahre später Landschaft-Unterlands-Präsident.
Nach dem Tod von Kaiser Karl VI. im Jahr 1740 reiste er im Auftrag seines Kurfürsten mit einer neunzehn Seiten umfassenden Instruktion an die Höfe der bischöflichen Kurfürsten von Mainz und Trier, um das Erbfolgerecht Karl Albrechts auf die österreichischen Erblande zu verfechten. In Frankfurt am Main versuchte Königsfeld als „Wirklicher Geheimer Rath und Conferenzminister“ die bevorstehende Kaiserwahl im Sinne Karl Albrechts zu lenken. Als beeindruckendes Argument konnte er darauf hinweisen, dass inzwischen Böhmen seinem Herrn als König huldigte. Gleichzeitig gelang es ihm, den Reichsvizekanzler Rudolph Joseph von Colloredo zum freiwilligen Rücktritt zu zwingen und dessen Nachfolge anzutreten. Dabei hat Karl gegen das Ernennungsrecht des Reichserzkanzlers, des Mainzer Kurfürsten, Königsfeld als Vizekanzler durchgesetzt. Allerdings musste Königsfeld an Colloredo als Gegenleistung für dessen Verzicht 100.000 Gulden vorschießen.
Bei der Krönung Karl Albrechts zum Kaiser Karl VII. am 12. Februar 1742 umgürtete er den Kaiser mit dem Schwert Karls des Großen und erhielt dafür vom neuen Kaiser die kaiserlichen Siegel am silbernen Stab. Königsfeld hielt nach dem Kniefall des Magistrats die feierliche Anrede an den Kaiser und vom Balkon aus die Ansprache an die auf dem Römerberg zur Huldigung versammelte Bürgerschaft. Im Jahr 1742 wurde er zum Mitglied der Leopoldina gewählt.
Im Zuge des Österreichischen Erbfolgekrieges wurde nun Bayern von österreichischen Truppen besetzt. Erst durch einen vom Kaiser vermittelten Kredit des hannoverschen Juden Moses Lewi konnte er die 100.000 Gulden für Colloredo aufbringen, so dass er Ende 1742 auch de jure Vizekanzler des Heiligen Römischen Reiches wurde, was er de facto bereits war.
Unter dem Wittelsbacher Kaiser Karl VII. amtierte er von 1742 bis 1745 als Reichsvizekanzler. Graf Königsfeld hat sich in dem Amt bewährt und die Interessen des Kaisers wirkungsvoll verteidigt. In der kurzen Zeit seiner Tätigkeit hat die Reichshofkanzlei unter seiner Leitung ihren Spielraum insbesondere gegen den Reichserzkanzler stark ausgebaut.  Er verlor seine Position als Reichsvizekanzler, als Karl 1745 starb.
Nach Kriegsende lebte er in München im heutigen Erzbischöflichen Palais als „churbayerischer Ministre und Obristcämmerer“. Erst 1748 konnte er seine Schuld bei Moses Lewi begleichen, nachdem es ihm gelungen war, seinen Sohn in die gleiche Stellung am Münchner Hof zu bringen, die er einst selbst besaß.
Von 1728 bis 1734 ließ er das Schloss Alteglofsheim prachtvoll umbauen und ausstatten. Auch eine neue Pfarrkirche mit einer Familiengruft der Grafenfamilie ließ er bauen. Auch der Neubau von Schloss Schönach 1702 geht auf ihn zurück. Um 1730 erfolgte der Neubau von Schloss Zaitzkofen. 
Verheiratet war er in erster Ehe mit einer Gräfin Montfort. Seine zweite Frau war Antonia Gräfin von Preysing.
Nach seinem Tod wurde der Leichnam des Reichsgrafen in einem von sechs Rappen gezogenen Trauerwagen von München nach Alteglofsheim überführt. Am Morgen des 20. November 1750 wurde der Leichnam im Ovalsaal des Schlosses aufgebahrt. Abends fünf Uhr erfolgte die Bestattung in der Familiengruft. Vom Grabdenkmal ist nur noch die Inschriftenplatte erhalten.